# 摂津市立味舌小学校
摂津市立味舌小学校（せっつしりつ ました しょうがっこう）は、大阪府摂津市にある公立小学校。
明治時代初期に設置された小学校を起源とする。2008年に旧味舌小学校と旧味舌東小学校が統合した。統合後の校舎は旧味舌東小学校校舎を使用している。学校のウェブサイトでは、旧味舌小学校開設時の1874年を創立としている。

## 沿革
1874年に当時の島下郡味舌村慶徳寺に、第三大学区第四中学区島下郡第四小区二番小学校（味舌小学校）が開校した。その後統廃合を経て、1887年には味舌尋常小学校となっている。尋常科のみを設置し、高等科の児童は近隣の町村合同で設置された養精高等小学校（現茨木市立養精中学校の場所にあった）へ通学した。
1915年には現在の味舌スポーツセンターの地（のち摂津市正雀1丁目1番1号）へと移転し、2008年まで同地で教育活動をおこなった。1936年4月15日に校舎が完成し、この日を創立記念日と位置づけている。
味舌国民学校の名称を経て、1947年の学制改革により味舌村立味舌小学校となった。味舌町の町制施行（1950年）、合併による三島町の発足（1956年）、摂津市の市制施行（1966年）により、それぞれ名称を変更している。
1950年代以降地域の人口の増加により、味舌町立千里丘小学校（1950年）、摂津市立摂津小学校（1968年）、摂津市立別府小学校（1973年）がそれぞれ分離開校している。
1974年には味舌小学校の校区を分割し、現味舌小学校敷地に摂津市立味舌東小学校を新設した。しかし児童数の減少により統廃合が具体化し、2008年に味舌・味舌東の両小学校が統合し、現在地（旧味舌東小学校敷地）に摂津市立味舌小学校を設置した。

### 年表
- 1874年 - 第三大学区第四中学区島下郡第四小区二番小学校（味舌小学校）が開校。
- 1887年5月4日 - 島下郡味舌尋常小学校と称する。
- 1896年 - 郡の合併により、三島郡味舌尋常小学校と称する。
- 1915年 - 現在の味舌スポーツセンターの地へ移転。
- 1941年4月1日 - 国民学校令により、三島郡味舌国民学校に改称。
- 1947年4月1日 - 学制改革により、味舌村立小学校に改称。
- 1950年4月1日 - 味舌町の町制施行および味舌町立千里丘小学校の分離に伴い、味舌町立味舌小学校に改称。
- 1956年9月30日 - 合併による三島町発足により、三島町立味舌小学校に改称。
- 1962年 - 学校給食始まる
- 1963年 - 校舎が鉄筋三階建てになり、プールも完成
- 1966年11月1日 - 摂津市の市制施行により、摂津市立味舌小学校に改称。
- 1968年4月1日 - 摂津市立摂津小学校と分離
- 1973年4月1日 - 摂津市立別府小学校と分離
- 1974年4月1日 - 摂津市立味舌東小学校と分離
- 2008年4月1日 - 摂津市立味舌小学校と摂津市立味舌東小学校が統合して誕生（所在地は旧味舌東小学校）。

## 統廃合後の利用
元の味舌小学校の跡地は2008年の統廃合以来味舌スポーツセンターとして、体育館やグラウンドでのスポーツなどに利用されている。また、摂津市の農業振興会が毎年春に植木即売会を開催しており、花や鉢植えなど約一万点が並ぶ。他に災害時に4686人を収容できる一時避難場所に指定されている。

## 通学区域
- 摂津市 三島1-2丁目、正雀1-4丁目、正雀本町1-2丁目、庄屋1丁目（一部）、阪急正雀、千里丘東5丁目（一部）、浜町（一部）

卒業生は摂津市立第一中学校に進学する。

## 交通
- 大阪モノレール 摂津駅 西へ約1km
- 阪急京都線 正雀駅 東へ約1.5km
- 東海道本線（JR京都線） 岸辺駅 東へ約2km